# Angelo Fortunato Formiggini

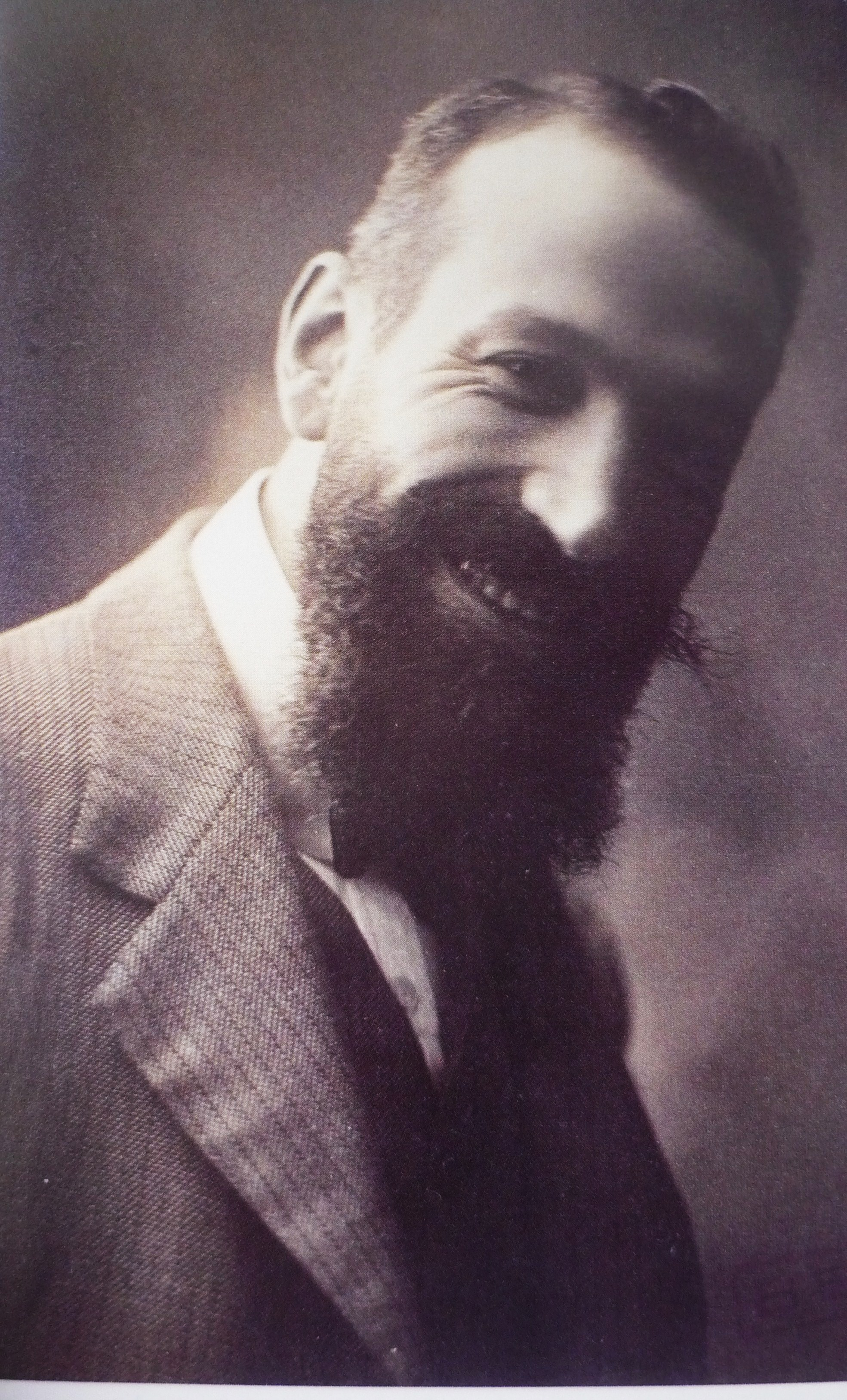
Angelo Fortunato Formiggini

Angelo Fortunato Formiggini (geboren 21. Juni 1878 in Modena; gestorben 29. November 1938 ebenda) war ein italienischer Verleger.

## Leben
Angelo Fortunato Formiggini stammte aus einer reichen jüdischen Familie in Modena. Er besuchte das altsprachliche Liceo Galvani in Bologna, wurde jedoch 1896 nach der Veröffentlichung eines satirischen Gedichts der Schule verwiesen und machte seinen Abschluss deshalb am Liceo Muratori in Modena. Anschließend studierte er Jura und legte 1901 seine rechtshistorische Abschlussarbeit vor.
Um die Jahrhundertwende wandte er sich dem Sozialismus zu.
Sein 1902 in Rom begonnenes Literatur-Studium beendete er 1907 in Bologna mit einer Arbeit über La filosofia del ridere. 1908 gründete er einen Verlag in Bologna, mit dem er schon 1909 nach Modena, 1911 nach Genua und 1916 nach Rom zog. Das erste Buch, das er herausgab, war La secchia rapita. Bald darauf folgten die Miscellanea tassoniana und weitere philosophische und pädagogische Werke. Von 1913 bis 1938 erschienen insgesamt 105 Bände der Reihe „Classici del ridere“. In der Reihe „Profili“ veröffentlichte er Biographien. Ab 1918 erschien in Formigginis Verlag auch die literarische Monatszeitschrift L’Italia che scrive. Nachdem er den Faschismus zunächst gutgeheißen hatte, wandte er sich später von ihm ab. Am 29. November 1938 stürzte er sich aus Protest gegen die italienischen Rassengesetze vom Glockenturm der Kathedrale von Modena.